# Institut universitaire de technologie de Vélizy-Rambouillet

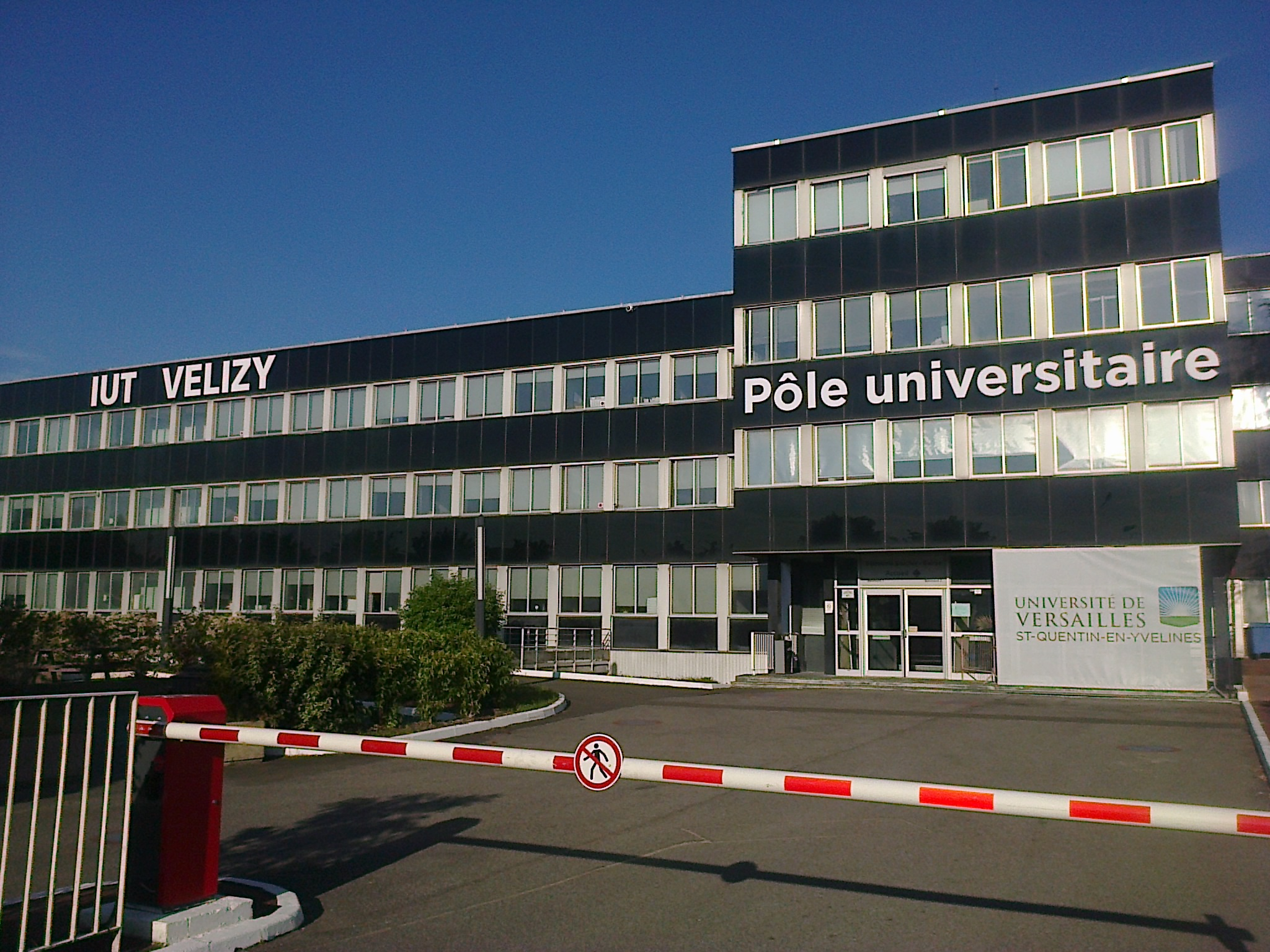

L’Institut universitaire de technologie de Vélizy - Rambouillet (IUT) est une composante de l'université de Versailles – Saint-Quentin-en-Yvelines dans les Yvelines. 

## Formations proposées
Il propose des formations dans les domaines des technologies industrielles et tertiaires (industrie, commerce, services)[source insuffisante].

## Sites géographiques
L’IUT est composé de sept départements d’enseignement répartis sur deux sites :
- Vélizy-Villacoublay :  Génie électrique et informatique industrielle[5], Informatique - option génie informatique, Réseaux et Télécommunications, Services et réseaux de communication
- Rambouillet[6], dont la création date de 1994 et dont les locaux ont été étendus en 1999[7] : Génie chimique - génie des procédés - option Bioprocédés, gestion administrative et commerciale, techniques de commercialisation.

## Classement
En 2022, l'établissement a été classé 22e en France sur l'ensemble des critères, 23e sur les critères d'attractivité et de sélectivité et 22e du classement complet réalisé par Thotis